# حوزه انتخابیه چهارم میشیگان
حوزه انتخابیه چهارم میشیگان یک حوزه انتخابیه مجلس نمایندگان آمریکا است که در ایالت میشیگان قرار دارد.